# حاجی‌آغا حاجی‌لی
حاجی‌آغا حاجی‌لی (ترکی آذربایجانی: Hacıağa Hacılı؛ زادهٔ ۳۰ ژانویهٔ ۱۹۹۸) بازیکن فوتبال است.
وی همچنین در تیم‌های ملی فوتبال زیر ۱۷ سال جمهوری آذربایجان، زیر ۱۹ سال جمهوری آذربایجان، و زیر ۲۱ سال جمهوری آذربایجان بازی کرده‌است.